# Önstjärnen
Önstjärnen är en sjö i Ovanåkers kommun i Hälsingland och ingår i Ljusnans huvudavrinningsområde.
Önstjärnen ligger i Sässmanområdet Natura 2000-område.